# Chorthippus neipopennis
Chorthippus neipopennis är en insektsart som beskrevs av Wei Ying Hsia och Xingbao Jin 1982. Chorthippus neipopennis ingår i släktet Chorthippus och familjen gräshoppor. Inga underarter finns listade i Catalogue of Life.